# Pintor de Peleo

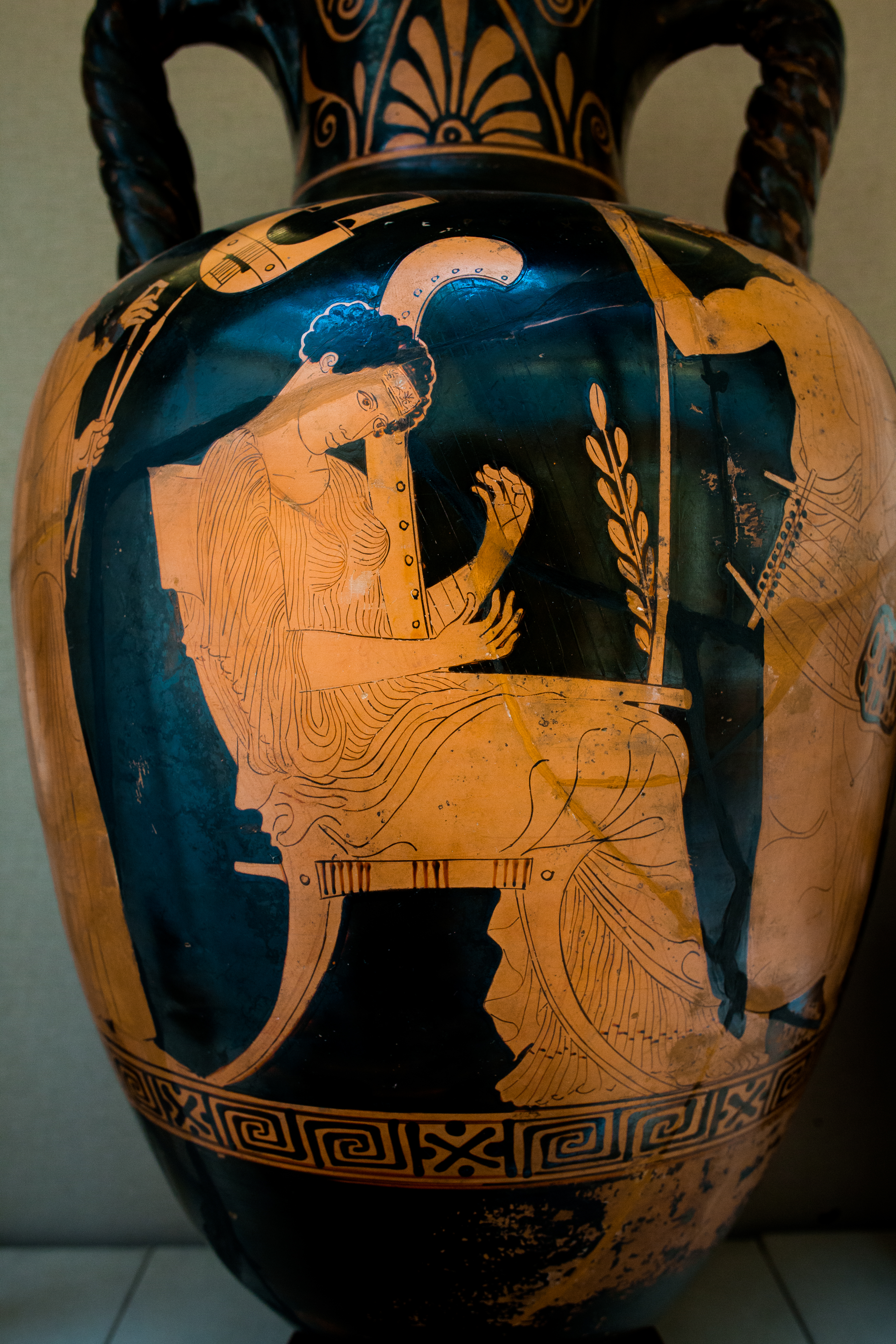
Cerámica ática de figuras roja, c. 440 a. C. La musa Terpsícore sentada en una silla tocando el arpa (magadis), Museo de pie con una corona de laurel en el pelo, sosteniendo una lira y un bastón largo con hojas de laurel en la parte superior; inscripciones de nombres: MELELOSA, TERPSICHORA, MOSAIOS, Museo Británico (E 271), Londres.

Pintor de Peleo es el nombre convenido de un pintor ático de vasos de figuras rojas activo alrededor del tercer cuarto del siglo V a. C. 
El Pintor de Peleo pertenece al grupo de pintores de vasos de Polignoto que trabajaron entre el 450 y el 420 a. C. (cuando empezó a trabajar, la técnica de pintura de vasos de figuras rojas ya dominaba desde hacía unos setenta y cinco años). Dentro de este grupo de pintores de vasos, existe otro grupo que lleva su nombre como artista principal: el grupo del Pintor de Peleo. Además de las obras del Pintor de Héctor (al que se acerca estilísticamente) y el Pintor de Coghill, este grupo está compuesto por numerosos vasos que, sin duda, no son del propio Pintor de Peleo, pero son cercanos a él y, en ocasiones, de muy alta calidad. La línea divisoria entre ellos suele ser difícil de trazar.
Otro importante contemporáneo suyo fue el Pintor de Aquiles, con quien compartía cierta soltura armónica en el tratamiento de las figuras. Sin embargo, las grandes composiciones de vasos muestran la complejidad de la interacción humana y la resonancia de los temas de la mitología griega y la historia, lo que conecta a este grupo con las principales obras monumentales del período y lo distingue de los vasos decorados más pequeños (más íntimos), que son característicos de las obras más bellas del Pintor de Aquiles sobre lécitos, pintados sobre fondo blanco. En este sentido, el Pintor de Peleo continuó la tradición de su grupo como descendiente de la gran escuela clásica temprana de pintores de vasos, el Pintor de los Nióbidas.
Se le atribuyen aproximadamente veintinueve vasos. La obra maestra que da nombre a este artista (por la figura de Peleo representada) es la crátera de cáliz de figuras rojas de Espina que representa la boda de Peleo y Tetis (Museo Nazionale Archeologico di Spina 2893 (de la tumba 617), Ferrara. La novia divina está de pie en un carro, con un pequeño Eros volando sobre ella (él mismo no es nombrado). Su novio mortal sostiene las riendas de los caballos detrás de ella y se gira para aceptar una corona de Afrodita. Frente a Tetis está Apolo, tocando su cítara, y Hermes está de pie ante las cabezas de los caballos. Entre los dos dioses, detrás del carro, se encuentra una diosa sosteniendo dos antorchas. En una boda ateniense, este es el papel de la madre de la novia. La madre de las nereidas era Doris, pero esta figura, sorprendentemente, se llama Hécate. Se cree que la presencia de Apolo le da a la escena una sensación de aprensión dadas las desastrosas consecuencias de este matrimonio.
Su ánfora de Londres (British Museum E 271)con un "concierto" de Terpsícore, Museo y Melisa es una obra maestra de la pintura de vasos clásica debido a su exquisito equilibrio formal y su sutil efecto poético. Esta ánfora contiene una de las dos únicas representaciones conocidas del arpa "angular" del siglo V a. C.

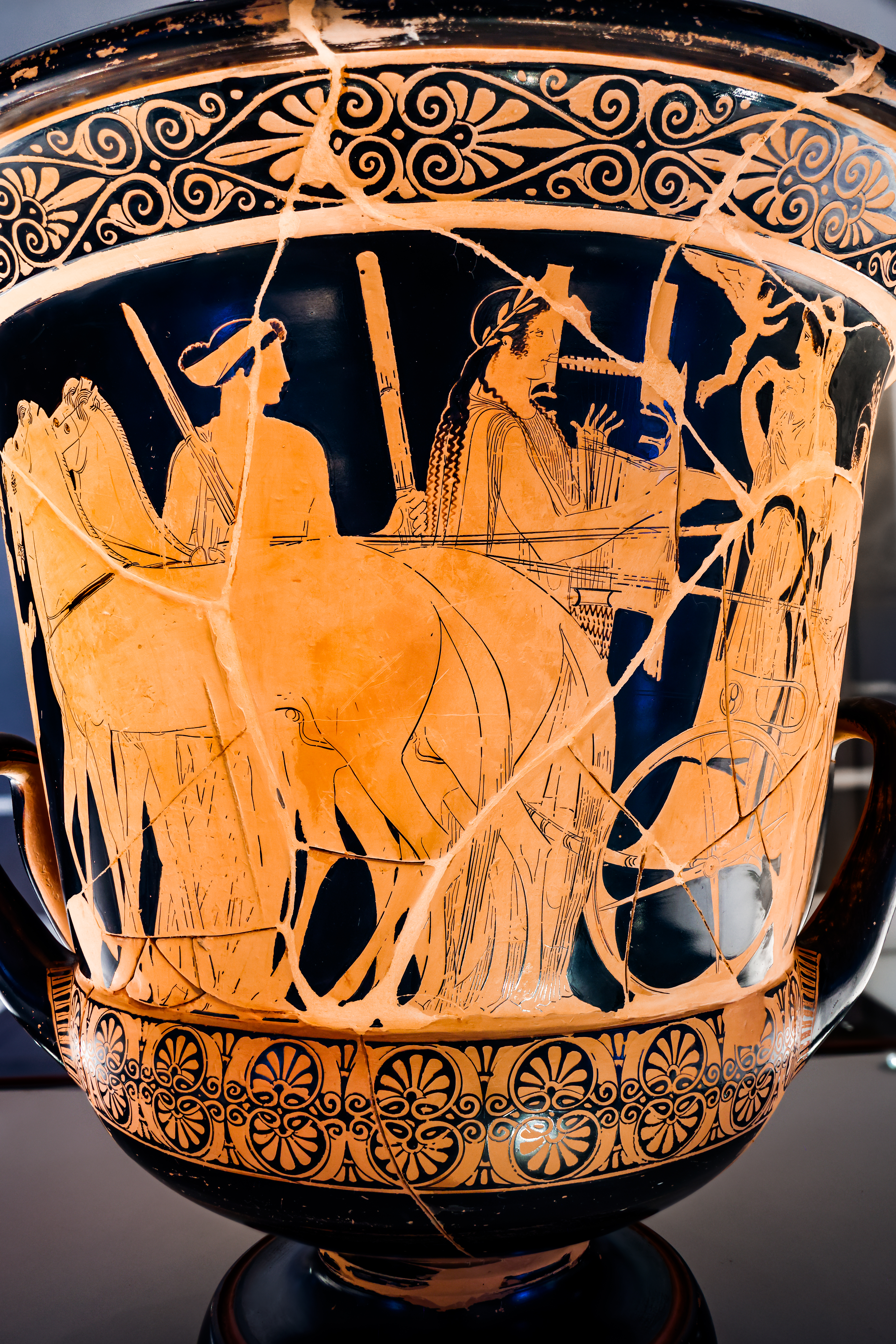
Crátera de cáliz de cerámica ática de figuras rojas que representa la boda de Peleo y Tetis, c. 440-430 a. C., Museo Arqueológico Nacional 2893, Ferrara.
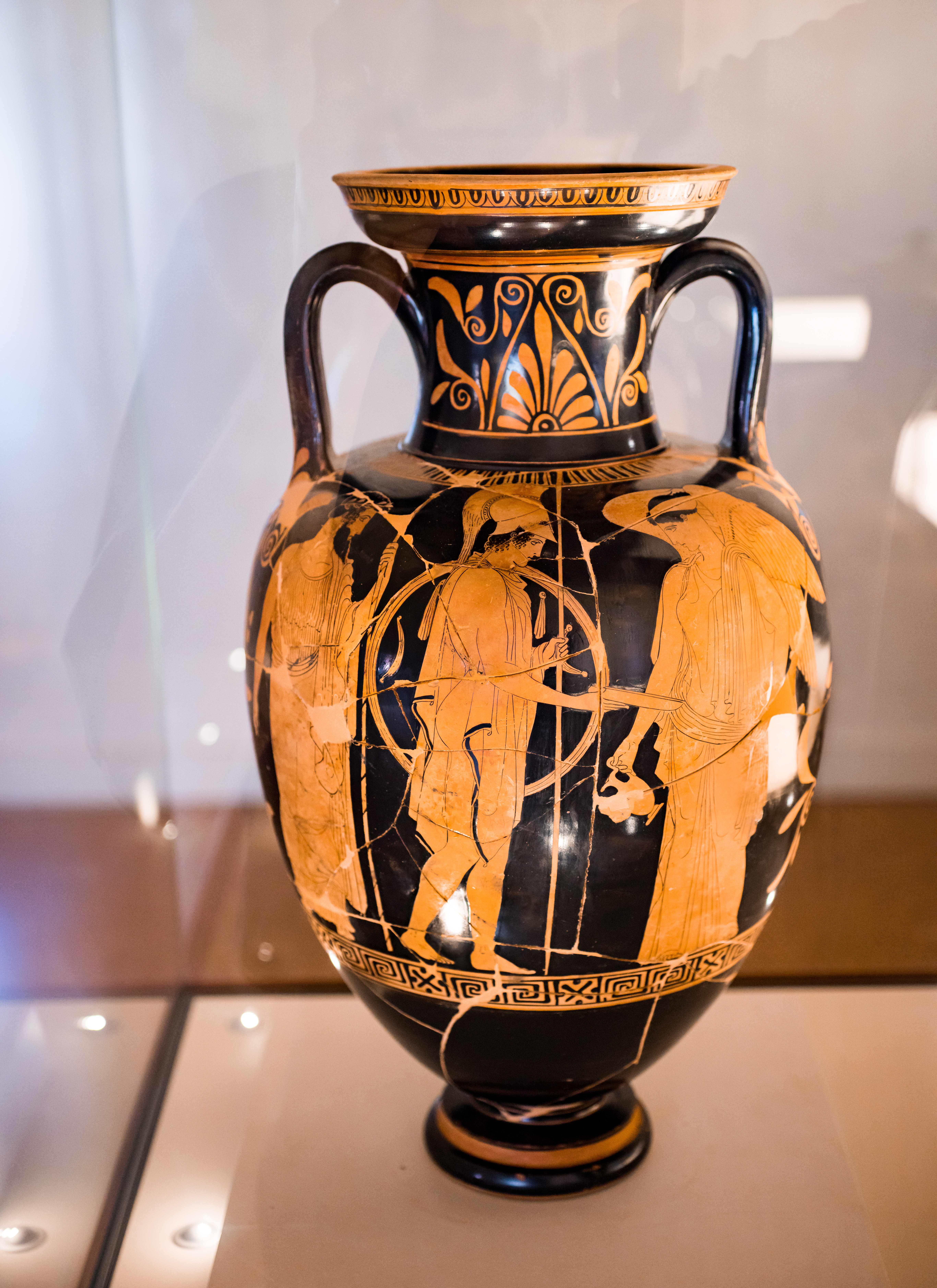
Ánfora ática de figuras rojas, que representa a un hoplita y a la diosa Nike, c. 440-430 a. C., Museo Arqueológico Nacional 2894, Ferrara.
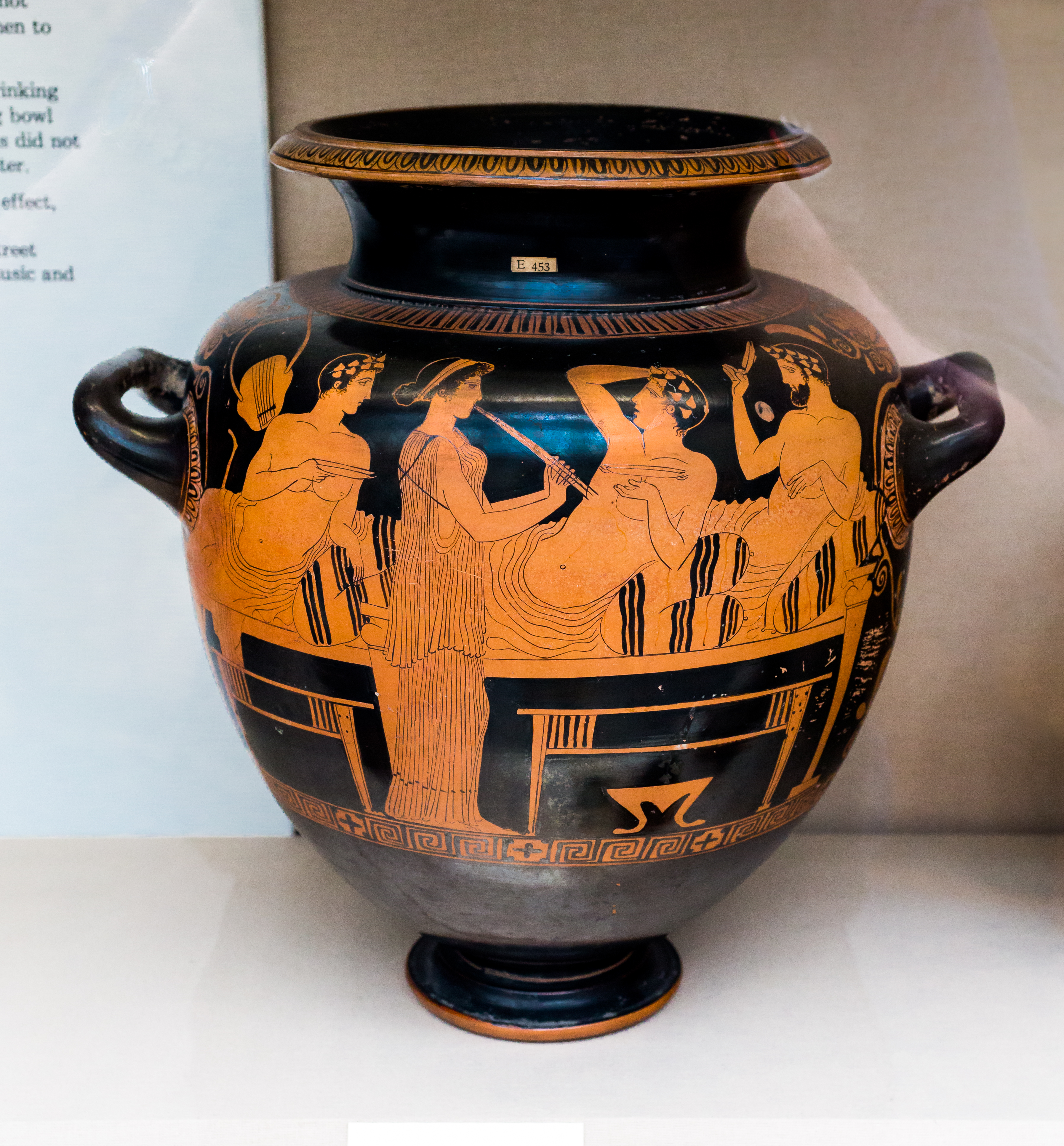
Estamno ático de figuras rojas, que representa una escena de simposio, c. 450-440 a. C., Museo Británico E 453, Londres.
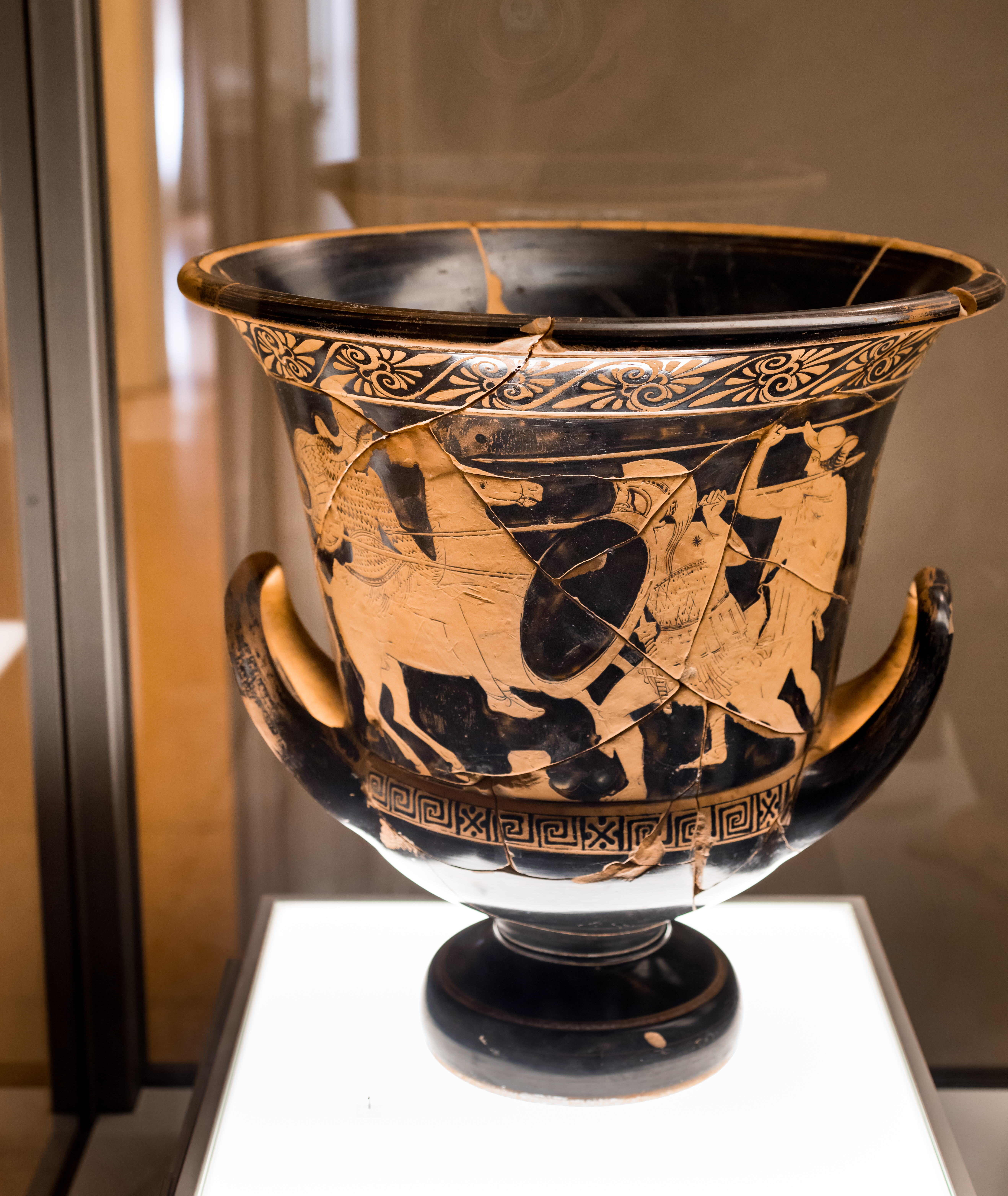
Crátera de cáliz ática, que representa una escena de amazonomaquia, c. 440-430 a. C., Museo Arqueológico Nacional 2896, Ferrara.
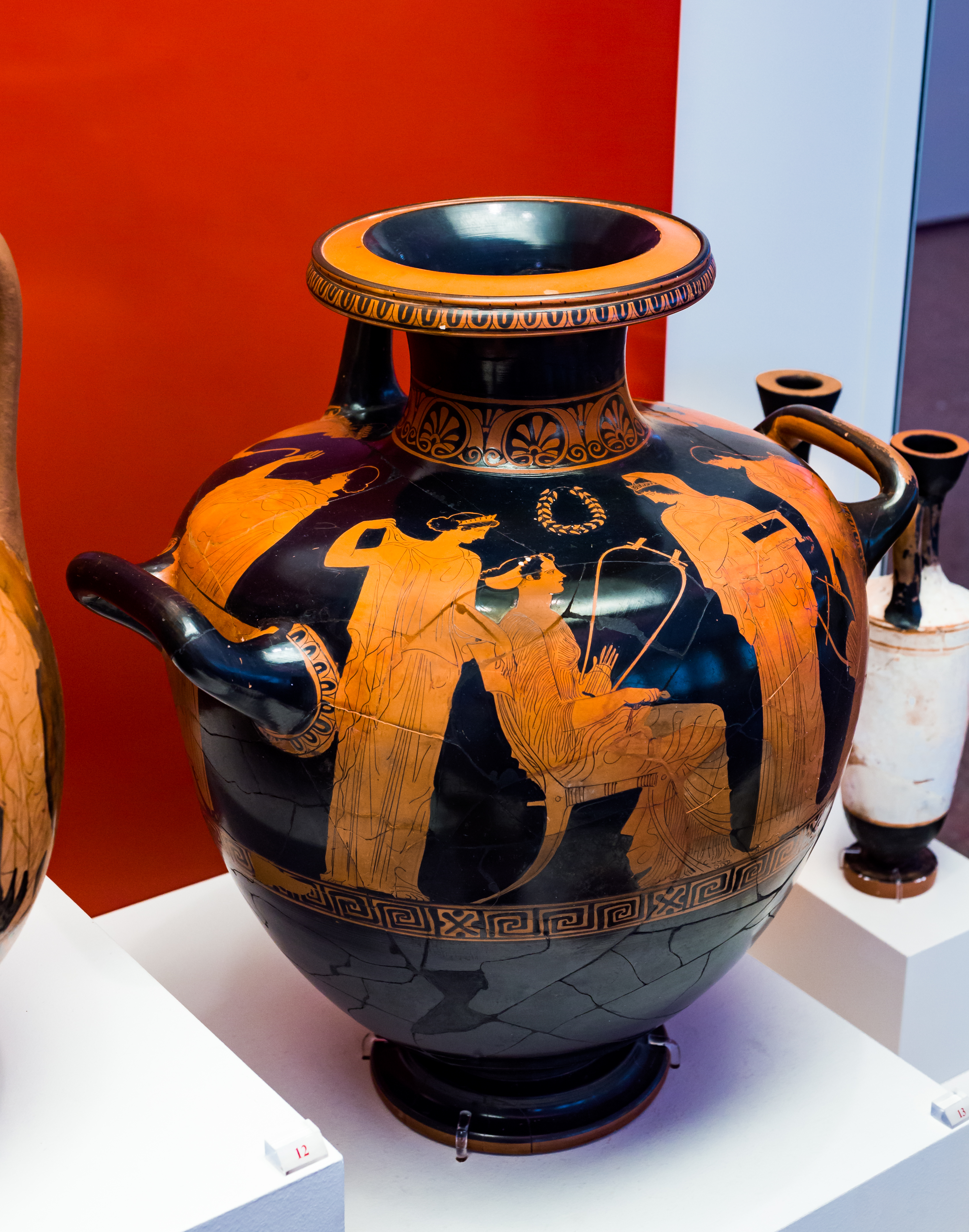
Calpis de figuras rojas, que representa a una mujer tocando el barbitón en presencia de mujeres y un joven, c. 440-430 a. C., Museo Arqueológico Nacional de Atenas, 17918.